# 24 agosto
Il 24 agosto è il 236º giorno del calendario gregoriano (il 237º negli anni bisestili). Mancano 129 giorni alla fine dell'anno.

## Eventi
- 49 a.C. – Gaio Scribonio Curione, generale di Giulio Cesare, viene sconfitto nella battaglia del fiume Bagradas dai Pompeiani guidati da Publio Attio Varo e da re Giuba I di Numidia; Curione cade in battaglia
- 79 – L'eruzione del Vesuvio ricopre di ceneri e lapilli le città romane di Pompei, Ercolano, Stabia e Oplontis; la data, tramandata dalle fonti scritte, è dibattuta dagli studiosi in alternativa a quella del 24 ottobre, suggerita dai ritrovamenti archeologici
- 410 – I Visigoti di Alarico I entrano dalla Porta Salaria e danno inizio al Sacco di Roma, che dura tre giorni
- 1185 – Le armate del Regno di Sicilia fanno irruzione a Tessalonica ed occupano la città
- 1215 – Papa Innocenzo III dichiara nulla la Magna Carta
- 1349 – Circa 6000 ebrei vengono uccisi a Magonza poiché incolpati dell'epidemia di peste bubbonica
- 1391 – Ebrei vengono massacrati a Palma di Maiorca
- 1456 – Prima data certa sul completamento della prima edizione della Bibbia di Gutenberg[1]; la data non si riferisce effettivamente al giorno in cui si è concluso il processo di stampa a caratteri mobili, stimato all'anno precedente, ma proviene da una nota a bordo pagina del miniaturista responsabile della rubricazione dei capilettera di una copia oggi conservata alla Biblioteca nazionale di Francia, e potrebbe indicare il giorno del completamento delle miniature dipinte a mano[2]
- 1511 – I portoghesi conquistano Malacca[senza fonte]
- 1572 – Notte di San Bartolomeo: gli Ugonotti sono massacrati su ordine del re Carlo IX di Francia
- 1608 – Il primo rappresentante ufficiale britannico in India sbarca a Surat[3]
- 1657 – La flotta ottomana riconquista le isole di Lemno e Tenedo occupate l'anno prima dai veneziani
- 1662 – L'Atto di Uniformità richiede all'Inghilterra di accettare il Libro delle preghiere comuni[senza fonte]
- 1682 – William Penn riceve l'area che oggi è lo stato del Delaware, e la aggiunge alla sua colonia di Pennsylvania[senza fonte]
- 1690 – Secondo la tradizione, viene fondata Calcutta (India)[4]
- 1814 – Truppe britanniche invadono Washington e bruciano la Casa bianca e diversi altri edifici[senza fonte]
- 1831 – Il botanico John Stevens Henslow scrive una lettera a Charles Darwin invitandolo a partecipare come naturalista al viaggio verso la Terra del fuoco della nave HMS Beagle[5]
- 1847 – Charlotte Brontë termina di scrivere il romanzo Jane Eyre[senza fonte]
- 1849 –  La Repubblica di San Marco si arrende agli Austriaci
- 1853 – Vengono preparate per la prima volta[senza fonte] le patatine fritte
- 1857 – Inizio del Panico del 1857, una delle peggiori crisi economiche della storia degli Stati Uniti d'America[senza fonte]
- 1858 – A Richmond (Virginia) 90 neri vengono arrestati con l'accusa di "apprendimento"[senza fonte]
- 1862 – La lira italiana diventa la moneta unica del Regno d'Italia
- 1909 – Gli operai iniziano a versare il cemento per il Canale di Panama[senza fonte]
- 1912 – L'Alaska diventa un territorio degli Stati Uniti
- 1914 – Le truppe tedesche catturano Namur[senza fonte]
- 1929 – Turchia e Persia firmano un trattato di amicizia[senza fonte]
- 1931 – Francia e Unione Sovietica firmano un trattato di non-aggressione[senza fonte]
- 1932 – Amelia Earhart è la prima donna a volare attraverso gli Stati Uniti senza scalo (da Los Angeles (California) a Newark (New Jersey)
- 1936 – Viene definito il Territorio Antartico Australiano[senza fonte]
- 1939 – Alle ore 19:00, dal Palazzo Pontificio di Castel Gandolfo collegato con la stazione Radio Vaticana, papa Pio XII legge un messaggio per implorare la pace
- 1941 – Adolf Hitler ordina la sospensione del Programma T4, l'uccisione sistematica dei disabili tedeschi
- 1942
  - Seconda guerra mondiale: nella battaglia delle Isole Salomone orientali, la portaerei giapponese Ryuho viene affondata[senza fonte]
  - Seconda guerra mondiale: 700 cavalieri del Reggimento Savoia Cavalleria (3°), supportati dall'artiglieria ippotrainata, caricano e mandano in rotta l'812º Reggimento di Fanteria Siberiano ad Izbushenskij;è l'ultima carica di cavalleria effettuata dal Regio Esercito contro truppe regolari
  - 1942 – Esce nelle sale cinematografiche brasiliane il film Saludos Amigos, 6º Classico Disney; il film verrà distribuito in Argentina il successivo 6 ottobre e negli USA il 6 febbraio 1943
- 1944 – Seconda guerra mondiale: truppe francesi e alleate iniziano l'attacco a Parigi, che porterà alla liberazione della città
- 1944 – Eccidio di Torlano di Nimis
- 1944 – Eccidio di Vinca, le Schutzstaffel dell'Aufklärungs-Abteilung 16 ("Reparto esplorante 16") massacrano 173 persone
- 1949 – Entra in vigore il trattato che istituisce la NATO[senza fonte]
- 1950 – Edith Sampson è la prima delegata afroamericana degli USA alle Nazioni Unite[6]
- 1954 – Negli USA entra in vigore l'Atto di Controllo dei Comunisti e il Partito Comunista degli Stati Uniti d'America viene messo fuorilegge[7]
- 1956 – Il cantante statunitense Elvis Presley incide la canzone Love Me Tender direttamente sul set del film omonimo che stava girando a Hollywood[8]
- 1968 – La Francia fa esplodere la sua prima bomba all'idrogeno, divenendo la quinta potenza nucleare del mondo[senza fonte]
- 1981 – Mark David Chapman viene condannato a 20 anni di prigione per l'uccisione di John Lennon
- 1989 – La sonda spaziale Voyager 2 oltrepassa Nettuno[senza fonte]
- 1991
  - L'Ucraina dichiara l'indipendenza dall'Unione Sovietica
  - Michail Gorbačëv si dimette da capo del Partito Comunista dell'Unione Sovietica
- 1992 – Vengono stabilite relazioni diplomatiche tra la Cina e la Corea del Sud[senza fonte]
- 1994 – Accordo iniziale tra Israele e l'OLP sull'autogoverno parziale dei palestinesi della Cisgiordania[senza fonte]
- 1995 – Microsoft distribuisce il sistema operativo Windows 95
- 1998 – I Paesi Bassi vengono scelti come luogo per il processo dei due libici sospettati dell'attentato al volo PanAm del 1988 (Strage di Lockerbie)[senza fonte]
- 2003 – La sonda statunitense Voyager 2 raggiunge la distanza di 71 unità astronomiche dalla Terra e si avvia a uscire dal Sistema solare alla velocità di circa 3,3 AU all'anno (ca. 15 km/s); entro 40000 anni Voyager 2 raggiungerà un altro sistema planetario[senza fonte]
- 2004 – Due aerei russi, un Tupolev Tu-154 della Sibir Airlines e un Tupolev Tu-134 della Volga-Aviaexpress che trasportavano complessivamente 89 passeggeri, si schiantano a pochi minuti l'uno dall'altro dopo il decollo dall'Aeroporto Internazionale di Mosca-Domodedovo: il primo aereo è esploso mentre sorvolava la città di Rostov sul Don, mentre il secondo aereo è stato perso dai radar alle 22:56 (ora locale) mentre sorvolava l'Oblast' di Tula a 180 km a sudest dalla capitale russa, e nessun passeggero è sopravvissuto; per via del ritrovamento di tracce di ciclotrimetilentrinitroammina fra i resti degli aerei, le autorità sospettano da subito che si sia trattato di un attacco suicida da parte dei ribelli indipendentisti della Repubblica di Cecenia a provocare il disastro, come verrà in effetti confermato il successivo 17 settembre quando Šamil' Basaev, leader della guerriglia cecena, si assumerà pubblicamente la responsabilità del doppio atto terroristico
- 2005
  - L'aereo peruviano Transat Flight 204 si schianta a Pucallpa, uccidendo almeno 60 persone[senza fonte]
  - Termina lo sgombero di tutte le colonie israeliane in Gaza e Cisgiordania[senza fonte]
- 2006 – L'Unione Astronomica Internazionale declassa Plutone a pianeta nano
- 2016 – Terremoto del Centro Italia del 2016.

## Nati
Ci sono circa 1 100 voci su persone nate il 24 agosto; vedi la pagina Nati il 24 agosto per un elenco descrittivo o la categoria Nati il 24 agosto per un indice alfabetico.

## Morti
Ci sono circa 510 voci su persone morte il 24 agosto; vedi la pagina Morti il 24 agosto per un elenco descrittivo o la categoria Morti il 24 agosto per un indice alfabetico.

## Feste e ricorrenze

### Civili
Nazionali:
- Liberia – Giorno della bandiera
- Sierra Leone – Compleanno del presidente
- Ucraina – День Незалежності, festa dell'indipendenza

### Religiose
Cristianesimo:
- San Bartolomeo apostolo
- Sant'Audoeno di Rouen, vescovo
- Sant'Emilia de Vialar
- San Giorgio il Limniota, monaco
- Santa Giovanna Antida Thouret, vergine
- Santa Micaela Desmaisières y López Dicastillo y Olmeda (Maria Michela del Santissimo Sacramento), fondatrice delle Suore adoratrici ancelle del Santissimo Sacramento e della carità
- San Taziano di Claudiopoli, martire
- Beato Andrea Fardeau, martire
- Beato Antonio de Blanes, mercedario
- Beato Czeslaw Jozwiak, martire
- Beato Edoardo Kazmierski, martire
- Beato Edoardo Klinik, martire
- Beato Felice Gonzalez Tejedor, sacerdote salesiano, martire
- Beato Francesco Kesy, martire
- Beato Jarogniew Wojciechowski, martire
- Beata Encarnación Rosal (Maria Incarnazione del Cuore di Gesù), fondatrice delle Betlemite figlie del Sacro Cuore
- Beato Massimiliano Binkiewicz, sacerdote e martire
- Beato Miroslav Bulešić, sacerdote e martire

Religione romana antica e moderna:
- Dies religiosus[senza fonte]
- Apertura del Mundus Cereris (Mundus patet)

Wicca:
- 2006 – Luna del grano